# 물터빈

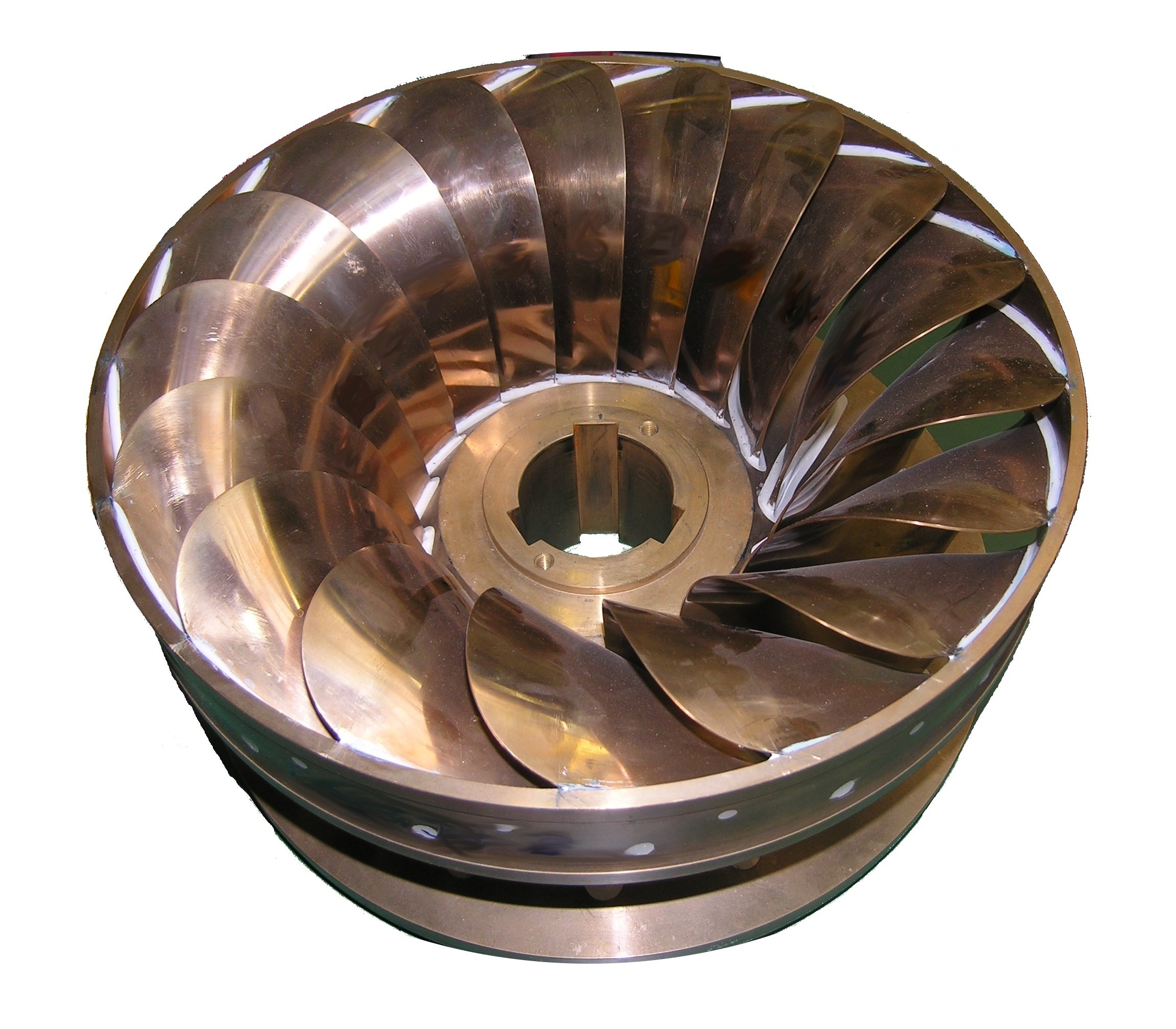

물터빈은 물의 운동 에너지와 위치 에너지를 기계적 작업으로 변환하는 회전식 기계이다.
물터빈은 19세기에 개발되었고 전기 전력망 이전의 산업 전력으로 널리 사용되었다. 오늘날 이들은 주로 전력 생산에서 사용된다. 물터빈은 주로 물 운동 에너지에서 전력을 발생시키는 댐에서 발견된다.

## 역사

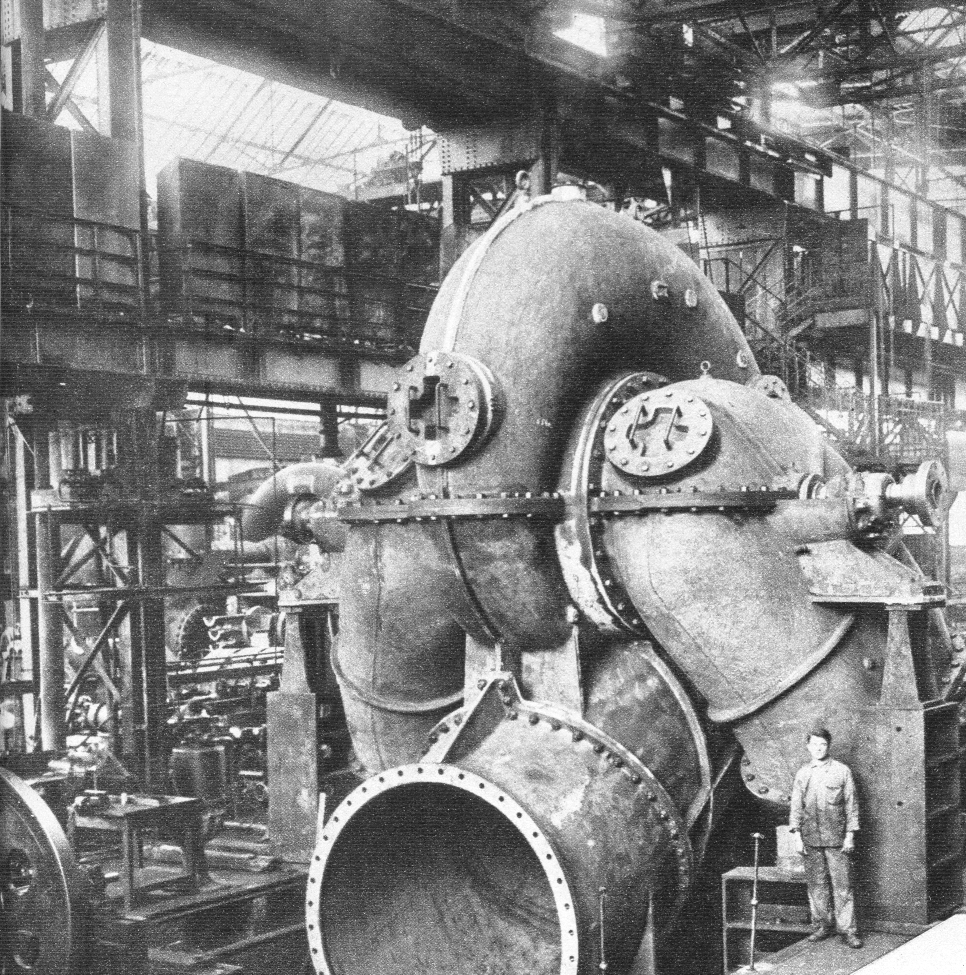

수차는 발전소에서 수백년동안 사용되어 왔다. 수차에서 현대식 터빈으로의 이동은 약 100년이 걸렸다. 개발은 산업 혁명 기간에 과학적 원리와 방법을 사용하여 이루어졌다. 그들은 당시 개발된 재료와 제조 방법을 광범위하게 사용했다.

## 작동 이론
흐르는 물은 터빈 구동기의 블레이드로 전달되어 블레이드에 힘을 생성한다. 구동기가 회전하기 때문에 힘은 거리를 통해 작용한다. 이러한 방식으로, 에너지가 물 흐름에서 터빈으로 전달된다.
물터빈은 2개의 그룹으로 나뉜다. 이것은 반응 터빈과 충격량 터빈으로 나뉜다.
물터빈 블레이드의 정확한 모양은 물의 공급 압력과 선택한 임펠러의 종류에 따라 달라진다.

## 같이 보기
- 아르키메데스 나선양수기
- 수력 발전